# Disparella kensleyi
Disparella kensleyi is een pissebed uit de familie Desmosomatidae. De wetenschappelijke naam van de soort is voor het eerst geldig gepubliceerd in 2006 door Brix.